# Ист-Палестайн
Ист-Палестайн (англ. East Palestine) — деревня на северо-востоке округа Колумбиана, штат Огайо, США. По переписи 2020 года население составляло 4761 человек. Ист-Палестайн расположена на границе штата с Пенсильванией, примерно в 30 км к югу от Янгстауна и в 64 км к северо-западу от Питтсбурга.
С 1870-х до середины 1960-х годов в городе была развита керамическая промышленность и производство шин. Ист-Палестайн расположена вдоль Южной железной дороги Норфолка и имеет грузовую железнодорожную станцию. Деревня расположена недалеко от места, где 3 февраля 2023 года произошло крушение поезда, в результате которого произошел разлив винилхлорида и фосгена и была осуществлена массовая эвакуация населения.

## История

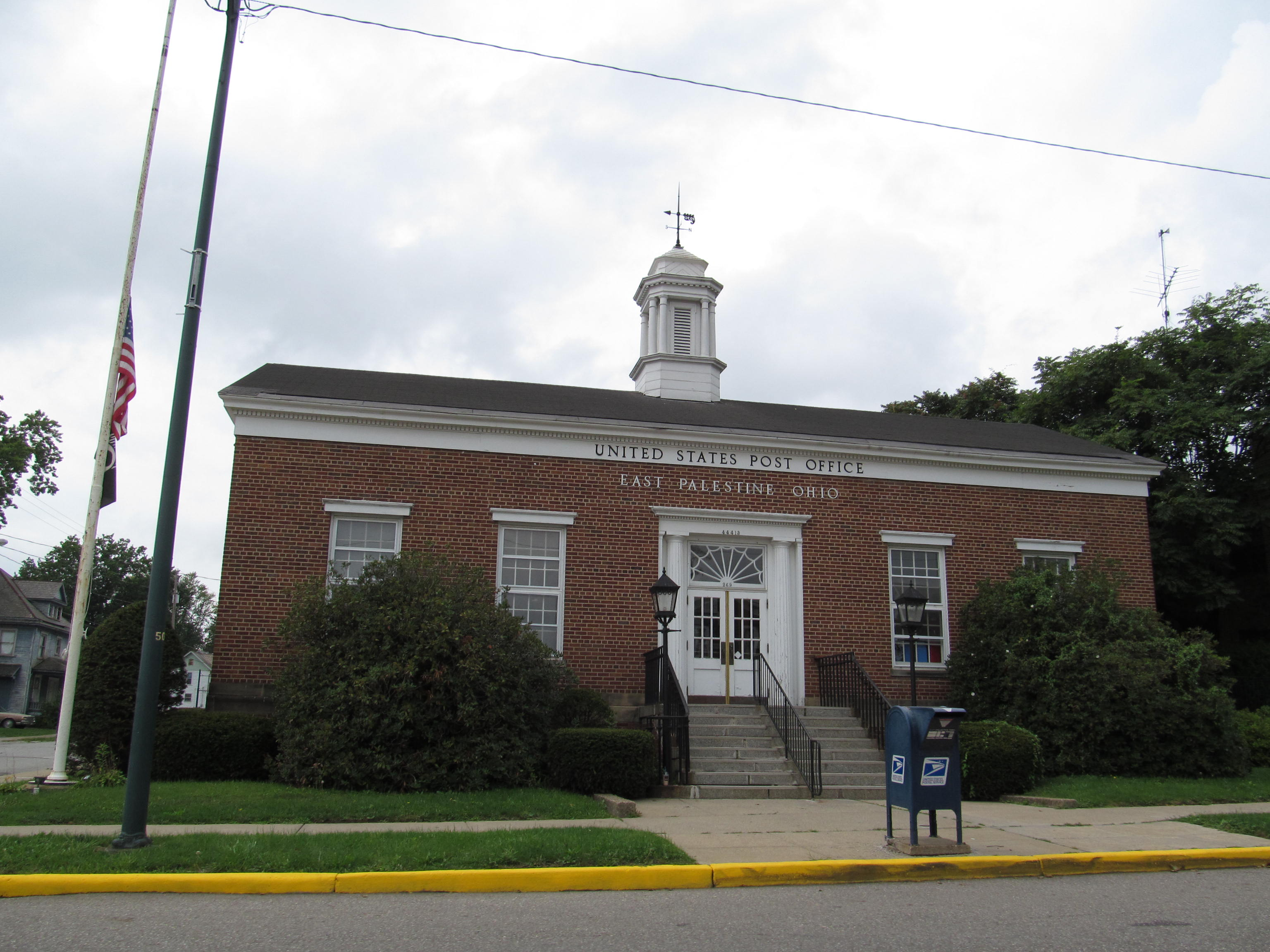
Почтовое отделение Восточной Палестины было построено в 1937 году

Ист-Палестайн была основана Томасом МакКаллой и Уильямом Грайтом в 1828 году как Механиксбург, но позже (в источниках приводятся разные даты, но не удаётся их связать именно с этим событием) жена местного доктора Дж. Роберта Чемберлина захотела более благозвучного названия и пожелала, чтобы посёлок назывался "Палестина" в честь библейского ближневосточного региона — Палестины. Название было изменено в рамках религиозной номенклатуры в этом районе, включая такие общины, как Энон-Валли, Новая Галилея и Сейлем; Палестайн (штат Огайо). В связи с тем, что в Огайо уже существовала Палестина, правительство, предоставляя почтовое отделение, присвоило префикс "восточная" — "Ист". Статус города поселению присвоен в 1875 году, в 1876 году был выбран первый мэр. В 2011 году в связи с сокращением численности населения статус города был утерян.
К 1920-м годам железнодорожное хозяйство города состояло из четырёхпутной Пенсильванской железнодорожной системы. Переходы с Питтсбургской, Лиссабонской и Западной железных дорог в пределах одной мили от границ корпорации соединены с железной дорогой Питтсбург-Энд-Лейк-Эри и Центральной железной дорогой Нью-Йорка. Ведущими отраслями промышленности города были производство керамики и автомобильных шин W. S. George Pottery Company и Edwin C. McGraw Tire Company. Однако существовали заводы, производившие стальные резервуары, литейные изделия, электрические огнеупоры, пищевые продукты, электропроводные устройства, аппараты искусственной вентиляции лёгких, огнезащитные материалы, синтетический лёд и лесоматериалы. Примерно в это же время Ист-Палестайн начала заниматься садоводством, которое сохранилось и по сей день. Большие складские и консервационные мощности сделали Восточную Палестину ведущим городом по выращиванию садов в этом районе.
Ист-Палестайн стала квалифицированным городом деревьев США, признанным Национальным фондом дня деревьев в 2004 году.

### Крушение поезда в 2023 году
3 февраля 2023 года возле деревни сошёл с рельсов грузовой поезд с высокотоксичными химическими веществами железнодорожной компании Norfolk Southern Railway. В результате повреждения и возгорания вагонов в воздух, воду и землю попали сверхопасные продукты горения винилхлорида, типа хлороводорода и фосгена. Токсичные вещества попали в реку Огайо, которая является самым полноводным притоком реки Миссисипи.
4 февраля городской совет объявил «чрезвычайное положение». Местные жители в радиусе 2 км были эвакуированы. В районе заражения отмечается массовая гибель животных и рыб.
Через две недели после аварии, правительством США в район бедствия направлены токсикологи и медики.
Некоторые жители впоследствии подали коллективный иск против Norfolk Southern.
Начиная с октября 2022 года пожарная служба Ист-Палестайны начала развертывание новой системы реагирования на чрезвычайные ситуации, основанной на платформе цифровой идентификации здоровья "MyID".

## География
Ист-Палестайн расположена вдоль восточной границы округа Колумбия, почти касаясь городка Дарлингтон, штат Пенсильвания. Деревня входит в состав поселка Юнити.
Через Ист-Палестайн проходят следующие автомагистрали:
- Автомагистраль штата 46
- Автомагистраль штата 165
- Автомагистраль штата 170
- Автомагистраль штата 558

Через деревню протекают два водотока: Лесли-Ран и Сульфур-Ран

## Демография
По данным переписи 2010 года, в городе проживало 4721 человек, 1898 домохозяйств и 1282 семьи. Плотность населения составляла 578,7 жителей на квадратный километр. Насчитывалось 2 125 единиц жилья со средней плотностью 260,5 на квадратный километр. Расовый состав населения: 98,2 % белых, 0,2 % афроамериканцев, 0,1 % коренных американцев, 0,3 % лиц азиатского происхождения, 0,4 % других рас и 0,7 % приходится на две или более рас. Испаноязычные составляли 0,9 % от населения
Из 1898 домохозяйств, в 29,7 % проживали дети в возрасте до 18 лет, 49,4 % составляли супружеские пары, проживающие вместе, в 13,3 % проживала женщина без мужа, в 4,8 % проживал мужчина без жены, и 32,5 % не были членами семьи. 27,3 % всех домохозяйств состоят из отдельных лиц, а в 11,3 % проживают одинокие люди в возрасте 65 лет и старше. Средний размер домохозяйства составлял 2,46 человека, а средний размер семьи — 2,95 человека..

## Управление
Ист-Палестайн действует под управлением уполномоченного правительством управляющего совета; шесть членов совета избираются законодательным органом, а мэр является президентом совета. Все избираются на четырёхлетний срок. В совете работает сельский менеджер для управления. По состоянию на 2023 год мэром был Трент Р. Конэвей, а управляющий деревней был Чад М. Эдвардс.

## Образование
Ранее в округе действовало несколько школ по всему городу; в 1997 году вокруг существующей средней школы были построены новая средняя школа и отремонтированный кампус начальной школы. В настоящее время в округе функционируют следующие школы:
- Начальная школа Восточной Палестины — классы К-4
- Средняя школа Восточной Палестины — 5-8 классы
- Средняя школа Восточной Палестины — 9-12 классы

В деревне находится публичная библиотека, впервые открытая в 1920 году.

## Известные жители
- Линда Болон[англ.], член Палаты представителей штата Огайо от 1-го округа и четырехлетний казначей округа Колумбиана
- Сара Берджесс[англ.], певица и автор песен, участница 6-го сезона шоу American Idol
- Чарльз Берли Гэлбрит[англ.], писатель, историк, педагог и библиотекарь
- Р. С. Гамильтон, 33-й спикер Палаты представителей штата Орегон
- Уинн Хокинс, питчер Высшей лиги бейсбола
- Марта Хилл, преподаватель танцев в Джульярдской школе и сторонница современного танца
- Фред Хоглин, центровой Национальной футбольной лиги, двукратный чемпион Супербоула в составе «Нью-Йорк Джайентс».
- Роджер М. Кайс, четвертый заместитель министра обороны Соединенных Штатов
- Кристал Макколл, врач и иммунолог
- Джерри Макги, профессиональный игрок в гольф PGA Tour
- Джей Ти Миллер крайний нападающий клуба Национальной хоккейной лиги «Ванкувер Кэнакс»
- Джордж Моррис, полузащитник Национальной футбольной лиги
- Джесси Р. Питтс, социолог
- Волней Роджерс, основатель Mill Creek Park
- Р. Дж. Томас, второй президент United Automobile Workers